# 錢策
钱策（1569年—1642年），字國猷，一字靖甫，號霜松，南直隶庐州府无为州匠籍，明朝政治人物。

## 生平
万历十六年（1588年）戊子科应天乡试舉人，二十九年（1601年）辛丑科進士，授南京刑部主事，东宁侯焦文耀子殴杀奕客李秋，诬以盗，諸司畏势不敢问，策按其狱，论如法，以此得名。改兵部職方司，以部民力攻漕撫，與諸贤论不协，出为贵阳府知府，万历四十年被贵州巡抚胡桂芳參劾屑越职守，肆意妄行，遂听调回籍。四十六年十月，以荐起升光禄寺少卿。天启初，薰蕕杂沓，二年七月升南京太僕寺少卿，三年以京察被令致仕。六年起升南京光禄寺卿，後推操江通政少司寇，不果用。崇禎八年乙亥寇乱，有孤城善後之疏。崇禎十五年壬午（1645年）张献忠围庐州，城陷被执，不屈死之，赠大理寺卿，蔭一孫入監读书。